# Маки, Симбара
Симбара Дембеле Маки (фр. Simbara Dembele Maki; 12 октября 1938, Бобо-Диуласо, Французская Верхняя Вольта — 8 октября 2010, Кумасси, Кот-д’Ивуар) — ивуарийский легкоатлет, выступавший в барьерном беге. Участник летних Олимпийских игр 1964, 1968 и 1972 годов, бронзовый призёр Всеафриканских игр 1965 года.

## Биография
Симбара Маки родился 12 октября 1938 года.
В 1964 году вошёл в состав сборной Берега Слоновой Кости на летних Олимпийских играх в Токио. В четвертьфинале бега на 110 метров с барьерами занял последнее, 8-е место, показав результат 15,3 секунды и уступив 1 секунду попавшему в полуфинал с 3-го места Гинриху Джону из ОГК.
В 1965 году стал бронзовым призёром Всеафриканских игр в Браззавиле в беге на 110 метров с барьерами, показав результат 14,7 секунды и уступив 1 десятую Фолу Эринле и Эдварду Акике из Нигерии.
В 1968 году вошёл в состав сборной Берега Слоновой Кости на летних Олимпийских играх в Мехико. В четвертьфинале бега на 110 метров с барьерами занял предпоследнее, 6-е место, показав результат 14,32 секунды и уступив 0,38 секунды попавшему в полуфинал с 3-го места Хуану Моралесу с Кубы.
В 1972 году вошёл в состав сборной Берега Слоновой Кости на летних Олимпийских играх в Мюнхене. В четвертьфинале бега на 110 метров с барьерами занял последнее, 7-е место, показав результат 14,59 секунды и уступив 0,23 секунды попавшему в полуфинал с 3-го места Ричу Макдоналду из Канады. Был знаменосцем сборной Берега Слоновой Кости на церемонии открытия Олимпиады.
Умер 8 октября 2010 года в пригороде Кумасси ивуарийского города Абиджан.

## Личный рекорд
- Бег на 110 метров с барьерами — 14,31 (1971)[6]